# Séverine Werbrouck
Séverine Werbrouck (ur. 31 października 1970 w Pau) – francuska polityk i działaczka samorządowa, posłanka do Parlamentu Europejskiego X kadencji.

## Życiorys
Po ukończeniu edukacji zamieszkała w departamencie Charente-Maritime. Zajęła się prowadzeniem własnej działalności gospodarczej, zarządzając prywatną drukarnią. Dołączyła do Frontu Narodowego, przekształconego później w Zjednoczenie Narodowe. Stanęła na czele struktur partii w departamencie. W 2015 została radną regionalną w Nowej Akwitanii (reelekcja w 2021). W 2018 weszła w skład rady miejskiej w Saint-Pierre-d’Oléron.
W wyborach w 2024 kandydowała do Europarlamentu. Mandat posłanki do PE X kadencji objęła we wrześniu tego samego roku.
Jej mężem został polityk Pascal Markowsky.